# Svinenská brána (Třeboň)
Svinenská brána je jednou ze čtyř bran původního městského opevnění v Třeboni. Též je známá pod názvem Trončíková brána.
Brána, původně zvaná Tmavá (v období, kdy získala převážně bílou barvu se název změnil podle města Trhové Sviny, ležícího na jih od Třeboně), tvořila součást vnitřního hradebního pásu. V historických pramenech doložena již roku 1379, byla tedy součástí nejstarší podoby třeboňského městského opevnění. Opravena a přestavena byla v letech 1525–1527 Štěpánkem Netolickým. V průčelí k Masarykovu náměstí má v nice polychromovanou sochu svatého Floriána. Štíty a sgrafitová výzdoba je z roku 1571. Brána byla vybudována na komunikaci vedoucí od dnešního hlavního Masarykova náměstí k Novohradské bráně. Mezi ní a Masarykovým náměstím byla ještě jedna fortna, brána o jednom oblouku, jejíž zbytky jsou patrné za Bílým beránkem (za kavárnou) na konci dnešní Vokovy ulice, před Kozím pláckem. Poblíž, v Krčínově ulici č. 50, se nalézá bývalá třeboňská synagoga a v čp. 49 bývalá Židovská škola v Třeboni. Ostatní tři městské brány se nazývají Budějovická brána, Hradecká brána a Novohradská brána.